# Botafogo (cavalo)
Botafogo (Haras El Moro, 7 de novembro de 1914 — Haras Chapadmahal, 18 de abril de 1922) foi um legendário thoroughbred do turfe sulamericano. Grande ídolo na Argentina, era a versão latina de Man o'War para os norte-americanos.
Filho do também argentino Old Man, nascido no Haras El Moro, era de pelo alazão tostado, com uma pequena estrela na testa, pelo que foi batizado com o nome do tradicional clube carioca, que possui uma solitária estrela alva no escudo.

Ficou famosa sua única derrota no G. P. Carlos Pellegrini de 3 de novembro de 1918 para o tordilho Grey Fox. Após essa derrota a pressão do público foi tamanha que obrigou seu proprietário Diego de Alvear a pedir uma revanche, apenas a dois, ao proprietário de Grey Fox. Ficou acordada uma carreira às 15 horas de 17 de novembro de 1918. O hipódromo abriu pela única vez as portas para um só páreo. Os proprietários apostaram entre si 10.000 pesos, que depois teriam fim beneficente. No dia da corrida, às dez horas da manhã, foram fechados os portões do hipódromo, por lotação excessiva de público. Às 16 e 30 horas foi dada a largada, que ao final mostrou Botafogo vencedor por cem metros. Depois disto seu proprietário decidiu que Botafogo não correria mais. Algum tempo mais tarde, aceitou uma oferta de 40.000 libras esterlinas feitas por Miguel Alfredo Martinez de Hoz. Então Botafogo foi levado ao Haras Chapadmahal em Mar del Plata, onde faleceu após três temporadas de monta. Entre seus filhos não houve nenhum animal destacado, mas permanece na linhagem materna de muitos thoroughbreds atuais de origem platina.

## Representação na cultura
- Tango El caballo del pueblo - Letra de Manuel Romero, música de Alberto Soiffer, cantado por Juan Carlos Thorry no filme El caballo del pueblo .
- Filme El caballo del pueblo (Lumiton , 1935).